# Iain Weaver
Iain Weaver (Ferndown, 17 de enero de 1990) es un deportista británico que compitió por Inglaterra en boxeo. Ganó una medalla de plata en el Campeonato Europeo de Boxeo Aficionado de 2010, en el peso pluma.
En abril de 2013 disputó su primera pelea como profesional. En su carrera profesional tuvo en total 8 combates, con un registro de 6 victorias y 2 derrotas.

## Palmarés internacional
| Representando a Inglaterra |               |                  |           |
| Campeonato Europeo         |               |                  |           |
| Año                        | Lugar         | Medalla          | Categoría |
| 2010                       | Moscú (Rusia) | Medalla de plata | 57 kg     |